# Little Chute
Little Chute ist eine große Gemeinde (mit dem Status „Village“) im Outagamie County im US-amerikanischen Bundesstaat Wisconsin. Das U.S. Census Bureau ermittelte bei der Volkszählung 2020 eine Einwohnerzahl von 11.619.
Little Chute liegt in der Fox Cities genannten Metropolregion.

## Geografie

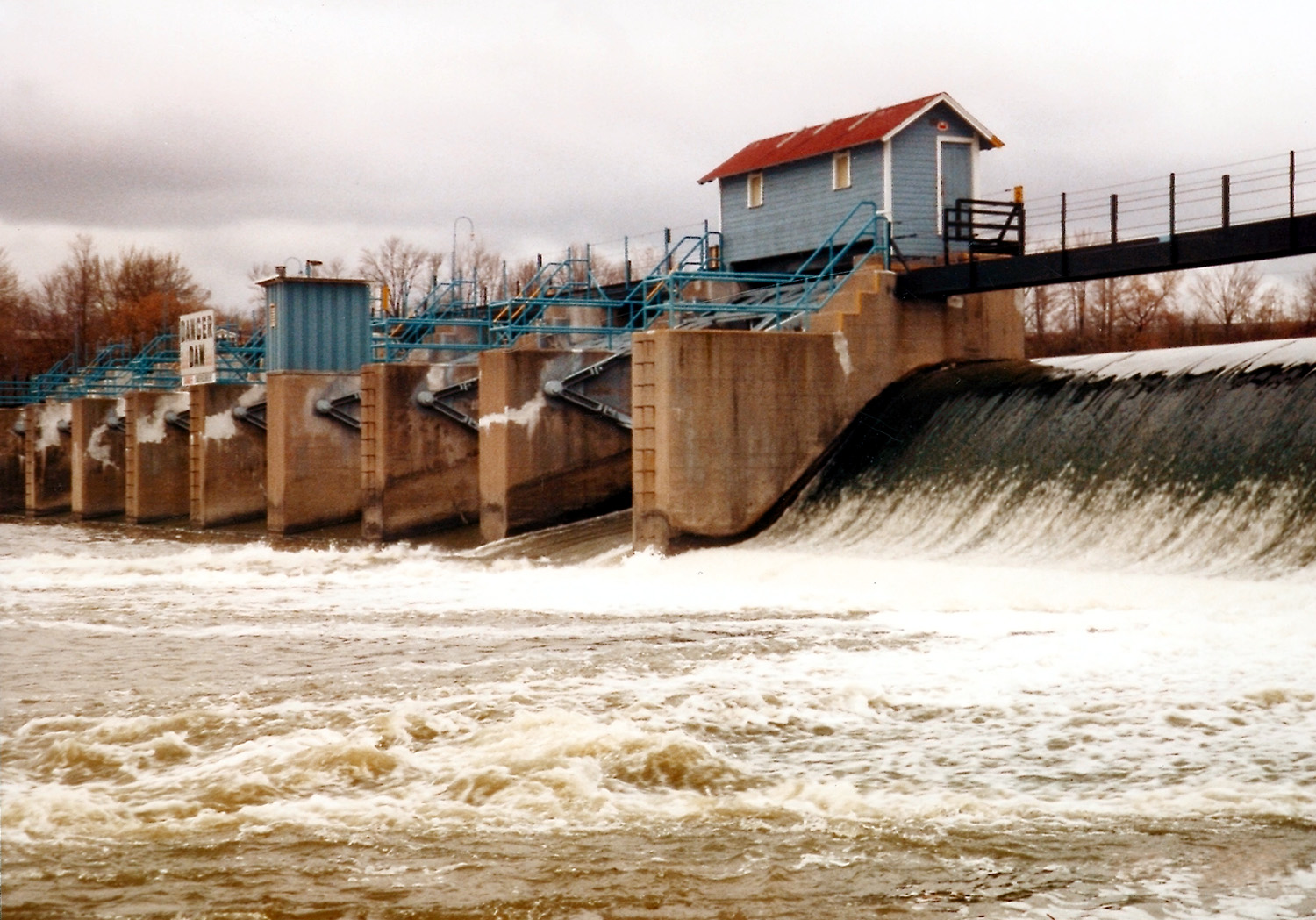
Das Cedars Lock and Dam Historic District am Fox River, seit 1993 im NRHP gelistet

Little Chute liegt im Osten Wisconsins, am Nordufer des Fox River, der rund 40 km nordöstlich in die Green Bay des Michigansees mündet.
Die geografischen Koordinaten von Little Chute sind 44°16′48″ nördlicher Breite und 88°19′06″ westlicher Länge. Das Gemeindegebiet erstreckt sich über eine Fläche von 14,3 km², die sich auf 13,36 km² Land- und 0,94 km² Wasserfläche verteilen. 
Nachbarorte von Little Chute sind Freedom (13 km nördlich), Kaukauna (an der östlichen Gemeindegrenze), Combined Locks und Kimberly (am gegenüberliegenden Südufer des Fox River) und Appleton (an der westlichen Gemeindegrenze).
Die nächstgelegenen größeren Städte sind Green Bay am Michigansee (38,8 km nordöstlich), Wisconsins größte Stadt Milwaukee (182 km südsüdöstlich), Chicago in Illinois (308 km in der gleichen Richtung), Rockford in Illinois (269 km südsüdwestlich), Wisconsins Hauptstadt Madison (181 km südwestlich), La Crosse am Mississippi (283 km westsüdwestlich), Eau Claire (305 km westnordwestlich), die Twin Cities in Minnesota (435 km in der gleichen Richtung) und Wausau (157 km nordwestlich).

## Verkehr
Der vierspurig ausgebaute U.S. Highway 41 verläuft in West-Ost-Richtung durch den Norden von Little Chute. Der ebenfalls vierspurig ausgebaute Wisconsin State Highway 441 zweigt an der westlichen Gemeindegrenze nach Süden ab und bildet die östliche Umgehungsstraße von Appleton. Der Wisconsin State Highway 96 führt in West-Ost-Richtung durch das Zentrum von Little Chute. Alle weiteren Straßen sind untergeordnete Landstraßen, teils unbefestigte Fahrwege sowie innerörtliche Verbindungsstraßen.
Durch Little Chute führt eine entlang des Fox River verlaufende Eisenbahnlinie für den Frachtverkehr der Canadian National Railway (CN).
Die nächsten Flughäfen sind der Outagamie County Regional Airport westlich von Appleton (17,7 km westlich) und der Austin Straubel International Airport in Green Bay (36,7 km nordöstlich).

## Bevölkerung
Nach der Volkszählung im Jahr 2010 lebten in Little Chute 10.449 Menschen in 4207 Haushalten. Die Bevölkerungsdichte betrug 782,1 Einwohner pro Quadratkilometer. In den 4207 Haushalten lebten statistisch je 2,46 Personen. 
Ethnisch betrachtet setzte sich die Bevölkerung zusammen aus 94,8 Prozent Weißen, 0,7 Prozent Afroamerikanern, 0,7 Prozent amerikanischen Ureinwohnern, 0,9 Prozent Asiaten sowie 1,5 Prozent aus anderen ethnischen Gruppen; 1,3 Prozent stammten von zwei oder mehr Ethnien ab. Unabhängig von der ethnischen Zugehörigkeit waren 3,1 Prozent der Bevölkerung spanischer oder lateinamerikanischer Abstammung. 
24,5 Prozent der Bevölkerung waren unter 18 Jahre alt, 63,2 Prozent waren zwischen 18 und 64 und 12,3 Prozent waren 65 Jahre oder älter. 50,4 Prozent der Bevölkerung war weiblich.
Das mittlere jährliche Einkommen eines Haushalts lag bei 57.550 USD. Das Pro-Kopf-Einkommen betrug 27.715 USD. 8,4 Prozent der Einwohner lebten unterhalb der Armutsgrenze.